# Arctogeophilus fulvus
Arctogeophilus fulvus är en mångfotingart som först beskrevs av Charles Thorold Wood 1862.  Arctogeophilus fulvus ingår i släktet Arctogeophilus och familjen storjordkrypare. Inga underarter finns listade i Catalogue of Life.